# Margaret Sweatman
Margaret Sweatman (* 1953) ist eine kanadische Schriftstellerin und Hochschullehrerin.

## Leben
Sweatman studierte an der University of Winnipeg (Bachelor in Literatur und Geschichte 1974), an der Concordia University und an der Simon Fraser University (MA). Sie unterrichtet kanadische Literatur und kreatives Schreiben an der University of Winnipeg. Daneben gab sie auch Workshops an der University of Toronto.
Die Kurzgeschichten und Gedichte Sweatmans erschienen in Zeitschriften wie Prairie Fire, The Fiddlehead und CV2. Für ihre bislang sechs veröffentlichten Romane (Fox, Sam and Angie, When Alice Lay Down with Peter, The Players, Mr. Jones und The Gunsmith's Daughter) wurde sie u. a. mit dem Rogers Writers’ Trust Fiction Prize, dem Margaret Laurence Award for Fiction, dem Sunburst Award for Canadian Literature of the Fantastic und dem McNally Robinson Manitoba Book of the Year Award ausgezeichnet.
Ihre dramatischen Werke wurden u. a. bei der Prairie Theatre Exchange, von der Popular Theatre Alliance und beim Guelph Spring Festival aufgeführt. Sie schrieb Songs für ihre Broken Songs Band, mit der sie auch als Sängerin und Mundharmonikaspielerin auftritt, arbeitet mit Jazzgruppen und Ensembles der neuen Musik zusammen und hatte Auftritte mit dem Winnipeg Symphony Orchestra, dem Kitchener-Waterloo Symphony Orchestra und dem National Academy Orchestra. Für den Song When Wintertime für Gary Yates’ Film Seven Times Lucky wurde sie gemeinsam mit ihrem Ehemann Glenn Buhr 2006 mit dem Genie Award für den besten Filmsong ausgezeichnet.